# لوآندا ۱۴۳۱
سیارک ۱۴۳۱ (به انگلیسی: 1431 Luanda، نامگذاری:1937OB) هزار و چهارصد و سی و یکمین سیارک کشف شده‌است که در ۲۹ ژوئیه ۱۹۳۷ کشف شد.
قدر مطلق سیارک برابر ۱۱٫۵۰ است.